# Búsqueda de Planetas Extrasolares de Ginebra
La Búsqueda de Planetas Extrasolares de Ginebra es una variedad de programas de observación a cargo de Michel Mayor, D. Naef, Pepe F., Didier Queloz, Santos, Carolina del Norte, y Stéphane Udry. El programa se encuentra en el sitio de Sauverny en Versoix, una pequeña ciudad cerca de Ginebra, Suiza. El trabajo realizado por esta organización dio lugar al descubrimiento de varios planetas extrasolares, incluyendo el primer planeta extrasolar confirmado orbitando una estrella similar al Sol, 51 Pegasi b. Los programas actuales en Ginebra son la búsqueda de planetas extrasolares en el Observatorio de Haute-Provence, Observatorio de La Silla, y los programas de enanas M. Los proyectos actuales involucran al Buscador de Planetas por Velocidad Radial de Alta Precisión o espectrógrafo HARPS.
El Centro de Datos Científicos de Integral se encuentra en Ecogia, que también pertenece a la ciudad de Versoix. El centro está vinculado al Observatorio de Ginebra y se ocupa del procesamiento de los datos proporcionados por el satélite INTEGRAL de la Agencia Espacial Europea. En los dos sitios de Sauverny y Ecogia un grupo de aproximadamente 143 personas están empleadas, incluyendo científicos, doctorandos, estudiantes, personal técnico (especialistas en informática y electrónica, mecánica), así como personal administrativo.

## Sondeos en búsqueda de planeta extrasolares
- El ELODIE Northern Extrasolar Planet Search basado en el Observatorio de Haute-Provence en Francia.
- El CORALIE Survey for Southern Extra-solar Planets basado en el Observatorio de La Silla en Chile.